# Podnoszenie ciężarów na Letnich Igrzyskach Olimpijskich 1948 – waga lekkociężka mężczyzn
Rywalizacja w wadze do 82,5 kg mężczyzn w podnoszeniu ciężarów na Letnich Igrzyskach Olimpijskich 1948 odbyła się 11 sierpnia 1948 roku w hali Earls Court Exhibition Centre. W rywalizacji wystartowało 16 zawodników z 13 krajów. Tytułu z poprzednich igrzysk nie obronił Francuz Louis Hostin, który wcześniej zakończył karierę. Nowym mistrzem olimpijskim został Stanley Stanczyk z USA, srebrny medal wywalczył jego rodak - Harold Sakata, a trzecie miejsce zajął Szwed Gösta Magnusson.

## Wyniki
| Pozycja | Zawodnik         | Reprezentacja     | Waga  | Wyciskanie | Wyciskanie | Wyciskanie | Rwanie | Rwanie | Rwanie | Podrzut | Podrzut | Podrzut | Wynik |
| Pozycja | Zawodnik         | Reprezentacja     | Waga  | 1          | 2          | 3          | 1      | 2      | 3      | 1       | 2       | 3       | Wynik |
| ------- | ---------------- | ----------------- | ----- | ---------- | ---------- | ---------- | ------ | ------ | ------ | ------- | ------- | ------- | ----- |
| 1. !    | Stanley Stanczyk | Stany Zjednoczone | 80,66 | 122,5      | 127,5      | 130,0      | 122,5  | 130,0  | 132,5  | 157,5   | 165,0   | 165,0   | 417,5 |
| 2. !    | Harold Sakata    | Stany Zjednoczone | 80,85 | 105,0      | 110,0      | 110,0      | 112,5  | 117,5  | 117,5  | 142,5   | 150,0   | 152,5   | 380,0 |
| 3. !    | Gösta Magnusson  | Szwecja           | 82,49 | 105,0      | 110,0      | 112,5      | 115,0  | 120,0  | 120,0  | 145,0   | 150,0   | 150,0   | 375,0 |
| 4       | Jean Debuf       | Francja           | 82,20 | 100,0      | 105,0      | 107,5      | 107,5  | 112,5  | 115,0  | 142,5   | 147,5   | 150,0   | 370,0 |
| 5       | Osvaldo Forte    | Argentyna         | 81,42 | 100,0      | 105,0      | 107,5      | 105,0  | 110,0  | 115,0  | 135,0   | 142,5   | 147,5   | 367,5 |
| 6       | James Varaleau   | Kanada            | 80,84 | 105,0      | 110,0      | 112,5      | 105,0  | 110,0  | 112,5  | 135,0   | 140,0   | 145,0   | 365,0 |
| 7       | Juhani Vellamo   | Finlandia         | 80,98 | 95,0       | 100,0      | 102,5      | 110,0  | 115,0  | 117,5  | 140,0   | 145,0   | 145,0   | 355,0 |
| 8       | Rasoul Raisi     | Iran              | 81,15 | 102,5      | 107,5      | 110,0      | 100,0  | 105,0  | 110,0  | 130,0   | 135,0   | 140,0   | 355,0 |
| 9       | Ernest Roe       | Wielka Brytania   | 82,24 | 105,0      | 110,0      | 115,0      | 105,0  | 110,0  | 110,0  | 135,0   | 140,0   | 140,0   | 355,0 |
| 10      | László Buronyi   | Węgry             | 82,40 | 95,0       | 100,0      | 102,5      | 105,0  | 110,0  | 112,5  | 135,0   | 140,0   | 142,5   | 355,0 |
| 11      | Raymond Herbaux  | Francja           | 82,50 | 97,5       | 102,5      | 105,0      | 100,0  | 105,0  | 107,5  | 132,5   | 137,5   | 140,0   | 350,0 |
| 11      | Ibrahim Saleh    | Królestwo Egiptu  | 82,50 | 97,5       | 102,5      | 102,5      | 107,5  | 112,5  | 112,5  | 140,0   | 150,0   | 150,0   | 350,0 |
| 13      | Wilhelm Pankl    | Austria           | 79,92 | 90,0       | 95,0       | 95,0       | 102,5  | 107,5  | 107,5  | 137,5   | 145,0   | 145,0   | 347,5 |
| 14      | Fritz Haller     | Austria           | 82,09 | 95,0       | 100,0      | 100,0      | 107,5  | 112,5  | 112,5  | 135,0   | 140,0   | 140,0   | 342,5 |
| 15      | Carlos Bisiak    | Peru              | 89,75 | 97,5       | 97,5       | 102,5      | 97,5   | 102,5  | 102,5  | 127,5   | 132,5   | 135,0   | 332,5 |
| 16      | Lee Yeong-Hwan   | Korea Południowa  | 81,39 | 100,0      | 105,0      | 105,0      | 100,0  | 105,0  | 110,0  | 145,0   | 145,0   | 145,0   | 205,0 |